# خالد الروضان
خالد ناصر عبد الله الروضان (25 مايو 1978 -) سياسي كويتي، شغل منصب وزير التجارة والصناعة، منذ ديسمبر 2016 حتى ديسمبر 2020.

## حياته العملية
من مواليد 25 مايو 1978 وحاصل على شهادة البكالوريوس في إدارة الأعمال تخصص تمويل ومنشآت مالية من جامعة الكويت.
عمل في القطاع الخاص في شركة سنيار للدعاية والإعلان العالمية ويترأس اللجنة المنظمة لدورة الروضان الرمضانية لكرة القدم عين وزيرا للتجارة والصناعة ووزير دولة لشؤون الشباب بالوكالة من شهر نوفمبر 2016 حتى أكتوبر 2017.